# Club van Parijs

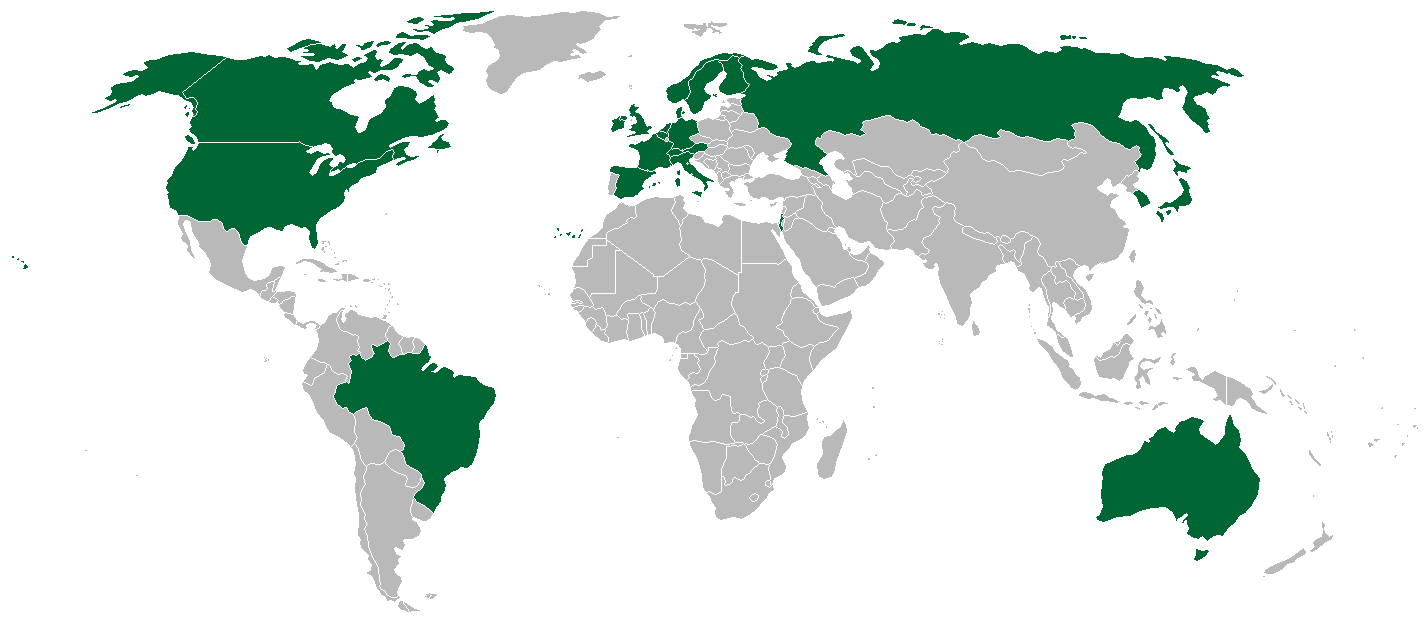
Kaart met landen die lid zijn van de Club van Parijs

De Club van Parijs is een internationaal gremium dat bemiddelt tussen kredietverstrekkende landen en landen die deze verstrekte kredieten niet of nauwelijks kunnen terugbetalen.
De club werd in 1956 opgericht door negentien landen waarbij Argentinië schulden had. Sindsdien hebben zij ruim 400 akkoorden afgesloten in verschillende landen voor een totaalbedrag van meer dan 550 miljard dollar.
De permanente leden zijn:
| Australië  | Finland   | Nederland  | Verenigd Koninkrijk |
| België     | Frankrijk | Noorwegen  | Verenigde Staten    |
| Canada     | Ierland   | Oostenrijk | Zweden              |
| Denemarken | Italië    | Rusland    | Zwitserland         |
| Duitsland  | Japan     | Spanje     | Israël              |
| Zuid-Korea | Brazilië  |            |                     |

In 2004 ontstond er controverse doordat een deel van de schuld van Irak was kwijtgescholden, terwijl de Aziatische landen die slachtoffer waren van de tsunami slechts een herschikking kregen. In 2006 werd Nigeria het eerste Afrikaanse land dat zijn schulden afloste aan de club.
De recente toetreding van Zuid-Korea en Brazilië zijn een stap in het uitbreiden van de Club van Parijs met opkomende crediteuren. Het streven hierbij is dat de Club van Parijs de belangrijkste speler blijft bij de herstructurering van bilaterale schulden. 
Dit streven is ook expliciet uitgesproken door de G20.